# Ivica Šurjak
Ivan Šurjak, més conegut com a Ivica Šurjak, (23 de març de 1953) fou un futbolista croat.
Començà a jugar com a defensa esquerre, però ràpidament esdevingué un digne representant del futbol total podent jugar en qualsevol posició. Defensà els colors del Hajduk Split durant 11 temporades. Posteriorment jugà a França, Itàlia i Espanya al Paris SG, Udinese Calcio i Saragossa.
Jugà 54 partits amb la selecció iugoslava on substituí el llegendari Dragan Džajić. Disputà els Mundials d'Alemanya 1974 i Espanya 1982.

## Palmarès
- Lliga iugoslava de futbol: 1974, 1975, 1979
- Copa iugoslava de futbol: 1972, 1973, 1974, 1976, 1977
- Copa francesa de futbol: 1982